# Социальные медиа
Социальные медиа (англ. social media, social networking services — социальные средства коммуникации, службы сетевого общения) — вид массовой коммуникации посредством интернета. Имеет ряд существенных отличий от традиционных видов массовой коммуникации.
Социальные медиа — это компьютерные технологии, которые облегчают создание и обмен информацией, идеями, карьерными интересами и другими формами выражения через виртуальные сообщества и сети. Разнообразие автономных и встроенных социальных медиа-сервисов, доступных в настоящее время, представляет проблемы определения; однако есть некоторые общие особенности:
1. Социальные медиа — это интерактивные интернет-приложения Web 2.0[2].
2. Пользовательский контент, как текстовые сообщения (посты) или комментарии, цифровые фотографии или видеоролики и данные, полученные с помощью всех онлайновых взаимодействий, является жизненной основой социальных сетей[2].
3. Пользователи создают профили для конкретного веб-сайта или приложения, которые разрабатываются и поддерживаются организацией социальных сетей[2][3].
4. Социальные сети способствуют развитию онлайн-социальных сетей путем подключения профиля пользователя к профилю других лиц или групп[2].

Социальные формы коммуникации посредством интернета представляют собой исторически новый вид коммуникации. Здесь производители содержания сообщений вступают в отношения с потребителями этих сообщений, которые тем самым сами вовлекаются в его дальнейшее производство, когда каждый читатель/подписчик блога может выполнять функции автора, действуя в качестве комментатора, репортёра, фотокорреспондента и/или редактора данного сервиса.
Речь по существу идёт о начальной стадии планетарно значимых действий, осуществляемых посредством стремительно развивающейся совокупности технологий электронной коммуникации, которые уже сейчас позволяют миллиардам людей общаться со скоростью электричества для достижения различных целей. Участники электронного общения могут делиться знаниями, опытом, мнениями, новостями, видеоматериалами, фотографиями, музыкой, ссылками на сайты и т. д., налаживать и развивать контакты.
Андреас Каплан и Michael Haenlein определяют социальные средства коммуникации как «группу интернет-приложений на той или иной идеологической и технологической базе Web 2.0, позволяющих участникам общения в социальных сетях создавать содержание в процессе обмена им (пользовательский контент)».
Вместе с тем, социальные средства коммуникации с их колоссальным управленческим потенциалом рассматриваются в качестве принципиально нового и весьма эффективного средства концентрации власти, противостояние воздействию которого требует соответствующих усилий.
Сайты таких социальных сетей, как Baidu Tieba, Facebook (и связанный с ним Facebook Messenger), Flickr, Gab, Google+, MySpace, Instagram, LinkedIn, Pinterest, Tumblr, Twitter, Viber, VK, WeChat, Weibo, WhatsApp, Wikia, Snapchat, имеют более 100 000 000 зарегистрированных пользователей.
В Америке опрос показал, что 84 % американских подростков имеют учётную запись Facebook. Более чем у 60 % подростков от 13 до 17 лет есть по крайней мере один профиль в социальных сетях, причём многие из них тратят более двух часов в день на сайты социальных сетей. По словам Нильсена, интернет-пользователи продолжают проводить больше времени на социальных сетях, чем на сайтах любого другого типа.
Согласно некоторым утверждениям, в отличие от традиционных средств массовой коммуникации, опирающихся на институционализированный авторитет, социальные средства коммуникации апеллируют к чувству принадлежности к определённому сообществу.
Понимание проблематики электронного общения вне традиционных СМК предполагает учёт всей совокупности отношений, которыми характеризуются социальные сети.

Так, например, согласно Майку Мерфи, 
Рекламные агентства, пытающиеся вести агрессивные рекламные кампании на социальных порталах, просто не понимают, с чем имеют дело:  пользователи крайне негативно настроены по отношению к такому присутствию
Здесь не учитывается, что сами рекламные агентства, действующие посредством интернета, способны знать его воздействие настолько эффективно, что это позволяет им создавать сильнодействующие способы и приемы рекламы через его посредство.

## Терминология
Начнём с определения, взятого из «Словаря блогера»: «Социальные медиа — сайты, выстраивающие сообщество и определенное взаимодействие вокруг определенного вида контента (текста, видео, фото). Например: блоги, форумы, социальные сети, wiki-проекты».
В 2007 году американский исследователь Б. Солис в своей статье «Определение социальных медиа» даёт несколько дефиниций социальным медиа, одна из них представляет для нас[кого?] определённый интерес: «Социальные медиа, в самом общем виде – это способ, при помощи которого люди обнаруживают, читают, и комментируют новости, информацию и содержание. Это слияние социальной составляющей и высоких технологий, трансформирующих монолог (от одного ко многим) в диалог (многие ко многим)».
В книге Б. МакКоннелла «Эпидемия контента. Маркетинг в социальных сетях и блогосфере» предлагается понимать под социальными медиа «общность людей, выражающих мысли онлайн, а также тех, кто с ними взаимодействует».
Следующее определение было опубликовано одним из исследователей социальных медиа Дж. Торнлеем: «Социальные медиа – это онлайн коммуникация, в которой индивидуум плавно и гибко меняет свою роль, выступая то в качестве аудитории, то в качестве автора. Для этого используется социальное программное обеспечение, которое позволяет любому без специальных знаний в области кодирования, размещать, комментировать, перемещать, редактировать информацию и создавать сообщества вокруг разделяемых интересов».

## Отличительные особенности социальных медиа
Известный американский автор Р. Скобл в своей статье «Что такое социальные медиа?» в подробностях описывает такие отличительные характеристики социальных медиа:
1. Возможность корректировки опубликованной информации;
2. Интерактивность;
3. Доступное отслеживание популярности публикаций;
4. Быстрая доступность старых материалов;
5. Мультимедийность;
6. Отсутствие процедуры согласования материалов;
7. Неограниченность по объёму;
8. Ссылки на другие материалы;
9. Неполный контроль над содержанием страницы.

## Классификация
Существует много разновидностей социальных средств коммуникации, включая блоги, бизнес-сети, производственные социальные сети, сайты знакомств, геосоциальные сервисы, форумы, микроблоги, фотохостинги, сайты отзывов, социальные закладки, социальные игры, социальные сети, видеохостинги и виртуальные миры.

### Коммуникация
- Социальные сети;
- Блоги;
- Микроблогинг;
- Сайты отзывов;
- Сайты знакомств;
- Геосоциальные сервисы.

### Совместная работа
- Вики;
- Социальные закладки;
- Новости (пользователи могут сами загружать новости на сайт);
- Навигация.

### Мультимедиа
- Фотохостинг;
- Видеохостинг;
- Кастинг;
- Аудиохостинг.

### Другое
- Система вопросов и ответов;
- Виртуальные миры.

## Платформы
- Интернет-форумы;
- Блоги (LiveJournal, LiveInternet, Twitter);
- Подкасты (PodFM, LibSyn);
- Вики (Wikipedia, PBWiki, Google Docs);
- Электронная почта;
- Социальные сети (Facebook, Мой Круг, ВКонтакте);
- Социальные аггрегаторы (Plaxo, Friendfeed);
- Онлайн-игры (Lively, World of Warcraft).

## Глобальное использование

### Самые популярные услуги
Это список ведущих социальных сетей, основанный на количестве активных пользователей по состоянию на январь 2021 года.
1. Facebook: 2,740,000,000 пользователей
2. YouTube: 2,291,000,000 пользователей
3. WhatsApp: 2,000,000,000 пользователей
4. Facebook Messenger: 1,300,000,000 пользователей
5. Instagram: 1,221,000,000 пользователей
6. WeChat: 1,213,000,000 пользователей
7. TikTok: 689,000,000 пользователей
8. QQ: 617,000,000 пользователей
9. Douyin: 600,000,000 пользователей
10. Sina Weibo: 511,000,000 пользователей
11. Telegram: 500,000,000 пользователей
12. Snapchat: 498,000,000 пользователей
13. Kuaishou: 481,000,000 пользователей
14. Pinterest: 442,000,000 пользователей
15. Reddit: 430,000,000 пользователей
16. Twitter: 353,000,000 пользователей

### Эффекты использования в новостных целях
Так же, как телевидение превратило нацию людей, которые  слушали медиа-контент в 1950-х — 1980-х годах, появление социальных сетей создало нацию создателей медиа-контента. Согласно данным исследования Pew Research 2011 года, почти 80% взрослых американцев находятся в режиме онлайн, и почти 60% из них используют сайты социальных сетей. По данным CNN, в 2010 году 75% людей передали свои новости по электронной почте или сообщениям в социальных сетях, как 37% людей делились новостями через Facebook или Twitter.
Социальные сети способствуют общению. Исследовательская компания в Интернете, исследовательский центр Pew, утверждает, что «более половины пользователей Интернета (52%) используют два или более сайтов в социальных сетях (Facebook, Twitter, Instagram, Pinterest) для общения со своей семьей или друзьями». Для детей использование сайтов в социальных сетях может способствовать развитию творческого потенциала, взаимодействия и обучения. Он также может помочь им в выполнении домашних заданий и работы в классе. Социальные медиа могут повлиять на психическое здоровье подростков.

### Эффекты истории и памяти
Средства массовой информации и телевизионная журналистика были ключевой чертой в формировании американской коллективной памяти на протяжении большей части двадцатого века.
В прошлых двух президентских выборах использование социальных сетей, таких как Facebook и Twitter, использовалось для прогнозирования результатов выборов. Кандидат в Президенты США Барак Обама больше любил сидеть на Facebook, чем его оппонент Митт Ромни. Это было обнаружено в исследовании, проведённом в Oxford Institute Internet Experiment. Большинство людей любили твитнуть про комментарии президента Обамы, а не Ромни.

## Особенности
- Доступность информации.
- Минимизация личного пространства.
- Отсутствие пространственных ограничений.
- Оперативность (мгновенное реагирование).

## Способы оценки аудитории
Конечная аудитория социальных сетей подсчитывается с учётом как первичной аудитории (число пользователей, которые познакомились с сообщением там, где оно было изначально размещено), так и расширенной (пользователи, познакомившиеся с сообщением в результате действий первичных пользователей, поделившихся своей информацией).
Для подсчета аудитории блогов используются счетчики авторитетности и читаемости и рейтингов; для форумов — статистика посещений, которую ведёт сама площадка, плюс внешняя статистика посещаемости.
Для оценки аудитории можно также использовать автоматизированные службы мониторинга и анализа социальных средств коммуникации, которые получают данные от площадок напрямую.